# 皇学馆短期大学
皇学馆短期大学（日语：／ Kōgakkan Tanki Daigaku *）是过去一所位于日本三重县伊势市的私立短期大学。

## 历史

### 简介
- 学校最早可以追溯到1882年[1]。短期大学为于1966年开办[1]、由学校法人皇学馆经营、教育的基础是日本神道。为男女同校从1970年。招生到于1974年、停办于1976年[2]。

### 历史
- 1966年 皇学馆女子短期大学成立并同时设置一个学科即日文科[2][1]。
- 1970年 改校名为皇学馆短期大学[2]、开始招収男学生。
- 1974年 招生最后、次年停止招生（正式停办于1976年3月30日[2]）[1]。

## 学校环境
- 校区：在了三重县伊势市[注 1]

## 历任校长
- 高原美忠：第一代短期大学校长[3]。
- 佐藤通次：最后短期大学校长[4]。

## 组织

### 学科
- 日文科

### 专科
| - 没有 |

### 业余课程
| - 没有 |

## 相关链接
- 日本短期大学列表